# Saffierkwartelduif
De saffierkwartelduif (Geotrygon saphirina) is een vogel uit de familie Columbidae (duiven).

## Verspreiding en leefgebied
Deze soort komt voor van Colombia tot zuidoostelijk Peru en telt twee ondersoorten:
- G. s. saphirina: van oostelijk Ecuador tot zuidoostelijk Peru, westelijk Brazilië en noordelijk Bolivia.
- G. s. rothschildi: Marcapata valley (zuidoostelijk Peru).